# 娯楽仮面コンケルド
娯楽仮面コンケルド（ごらくかめんコンケルド）は、静岡県内を中心にパチンコチェーンを展開するコンコルドグループのテレビCMに登場していたキャラクター。シリーズCMは2008年1月から2010年7月にかけて放送され、コンコルドグループのCMとしては初めて2年連続のシリーズとなった。
静岡県限定のCMであるが地域での認知度は高く、コンコルドグループが本社を置く藤枝市では、近隣の静岡市のガンダム購入を引き合いに、コンケルドを市の宣伝に利用してはどうかと提案されたことがある。

## 概要
2008年〜2009年、第1シリーズのCMが放映されたが、放映期間中に母親役の深浦が亡くなったため、撮影が終了していた終盤2話が放映されなかった。完結できなかったため、次のシリーズも2009年〜2010年に放送。この時に第1シリーズの終盤2話を第2シリーズの後半につながるよう放映する予定だったが、最終話（母の出演シーンあり）は結局放映されず、未完結のまま終了した。
替わって始まった「ハムレット」シリーズでは、2010年末に放映された中にワンカットだけコンケルドが出演していた。2011年からの「心にコンコルドを」シリーズではミドリが再登場している。

## CM内での設定
世界の闇を取り除き、世の中を明るくするために活動している。活動場所は特定の公園である。
暗い人を見つけると、「大福ブレット」という技で大福を投げつける（これにどういう効果があるのかは不明）。そして、コンケルドがその相手を突き倒して（または投げ飛ばして）仰向けに倒れさせると、相手からは暗さが消えて笑顔になる。
「娯楽仮面コンコルド」でなく「コンケルド」であるのは、コンコルド元老院に「お前には明るさが足りない」という理由で「コンコルド」になるのは早いと言われているため。このため、コンコルドを目指して日々修行中である。

## キャスト
- コンケルド（安村典久）
- 母（深浦加奈子）
- 妹・はるな（前田綾花）

2007年の「コンコルドへの道」シリーズと同じ配役。
母は手術を控えている。
- OL・みどり（石橋けい）

失恋して落ち込んでいたところをコンケルドに救われ、そのまま交際を始める。
交際当初はコンケルドを社会復帰させようと試みるが、シリーズ終盤ではあきらめた様子。

## スタッフ
- 企画制作:ダン、ザ・ないん[5]
- CMプランナー:山内健司
- プロデューサー:村井敏雄、浅沼陽子
- プロダクション・マネージャー:井上智寛
- ディレクター:山内健司
- カメラマン:蟹澤雄二
- 照明:秋元政幸
- 美術:原田恭明

## 受賞歴
- 第12回静岡県CMグランプリ（テレビ部門）最優秀賞[6]
- 第49回ACC全日本CMフェスティバル ACCブロンズ賞[7]